# Agnes Pluch
Agnes Pluch (* 25. November 1968) ist eine österreichische Drehbuchautorin.

## Leben
Agnes Pluch wurde als Tochter des Autorenpaares Thomas Pluch (1934–1992) und Erika Molny (1932–1990) geboren. Nach der Matura studierte sie von 1987 bis 1990 Theaterwissenschaft, Philosophie und Psychologie. Anschließend war sie bis 1995 Geschäftsführerin des Drehbuchforums Wien. Danach arbeitete sie bis 1999 als Redakteurin für Film und Serie im ORF.
Agnes Pluch ist Gründungsmitglied der Akademie des Österreichischen Films. Sie lebt und arbeitet als freie Drehbuchautorin in Wien.
Basierend auf der Grundidee des Sachbuchs Die Macht der Kränkung von Reinhard Haller schrieb sie das Drehbuch zur ORF/ZDF-neo-Serie Am Anschlag – Die Macht der Kränkung von Umut Dağ.

## Filmografie (Auswahl)
- 1997: Die Schuld der Liebe
- 1999–2006: Schlosshotel Orth (Fernsehserie, 14 Episoden)
- 1999: Geboren in Absurdistan
- 2002: Ikarus
- 2008: Darum
- 2008: In 3 Tagen bist du tot 2
- 2009: Der Fall des Lemming
- 2010: Der Kameramörder
- 2011: Das Glück dieser Erde (Fernsehserie, 4 Episoden)
- 2011: Vermisst – Alexandra Walch, 17
- 2013: Die Auslöschung (Fernsehfilm)
- 2014: Blutsschwestern (Fernsehfilm)
- 2014–2018: Landkrimi (Fernsehreihe)
  - 2014: Alles Fleisch ist Gras
  - 2018: Steirerkind
- 2015: Am Ende des Sommers (Fernsehfilm)
- 2015: Beautiful Girl
- 2016: Die Kinder der Villa Emma (Fernsehfilm)
- 2019: Balanceakt (Fernsehfilm)
- 2019: Tatort: Baum fällt (Fernsehreihe)
- 2021: Am Anschlag – Die Macht der Kränkung (Fernsehserie)
- 2023: Am Ende – Die Macht der Kränkung (Fernsehserie)
- 2023: Tatort: Borowski und das unschuldige Kind von Wacken (Fernsehreihe)

## Auszeichnungen und Nominierungen
- 2003: Max Ophüls Preis – Fritz-Raff-Drehbuchpreis für Ikarus gemeinsam mit Bernhard Weirather[1]
- 2013: Fernsehpreis der Österreichischen Erwachsenenbildung in der Kategorie Fernsehfilm für Die Auslöschung gemeinsam mit Nikolaus Leytner
- 2014: Thomas-Pluch-Drehbuchpreis – Hauptpreis für Die Auslöschung gemeinsam mit Nikolaus Leytner[6]
- 2016: Romyverleihung 2016 – Nominierung in der Kategorie Bestes Buch Kinofilm für Beautiful Girl gemeinsam mit Dominik Hartl
- 2016: Fernsehpreis der Österreichischen Erwachsenenbildung in der Kategorie Fernsehfilm für Die Kinder der Villa Emma gemeinsam mit Nikolaus Leytner[7]
- 2020: Romyverleihung 2020 – Auszeichnung in der Kategorie Bestes Buch TV-Fiction für Balanceakt[8]
- 2020: Fernsehpreis der Österreichischen Erwachsenenbildung – Nominierung in der Kategorie Fernsehfilm für Balanceakt[9]
- 2022: Romyverleihung 2022 – Nominierung in der Kategorie Bestes Drehbuch TV/Stream für Die Macht der Kränkung[10]
- 2023: Romyverleihung 2023 – Auszeichnung in der Kategorie Bestes Drehbuch TV/Stream für Am Ende – Die Macht der Kränkung[11]

## Publikationen
- Erlesene Küchengeheimnisse aus dem Schlosshotel Orth: das Kochbuch zur beliebten Fernsehserie von ORF & ZDF, gemeinsam mit Rudolf Grabner und Johann Parzer
  - Rosenheimer-Verlag, Rosenheim 1998, ISBN 978-3-475-52949-8.
  - Heyne, München 2000, ISBN 978-3-453-17572-3.